# Himmelstänzerin
Himmelstänzerin (Originaltitel: Porte de la paix céleste) ist ein Roman von Shan Sa. Er erschien erstmals 1997 bei Éditions du Rocher in französischer Sprache. Die deutsche Übersetzung von Elsbeth Ranke erschien 2006 im Piper Verlag.

## Inhalt
Der Roman besteht aus neun Kapiteln.
Die Handlung setzt im Peking zur Zeit des Tian’anmen-Massakers ein. Die Studentin Ayamei wird von ihrem Freund  Xiao zur Flucht aus der Stadt aufgefordert, da sie eine der Wortführerinnen der protestierenden Studenten gewesen ist. Der Lastwagenfahrer Wang nimmt sie in seinem Fahrzeug mit, wo die beiden kurz vor der Ankunft beim Elternhaus von Ayamei von der Polizei überrascht werden. Wang schaltet die Scheinwerfer aus, so dass der Lastwagen nicht entdeckt werden kann. Es wird daraufhin in einem Exkurs die Geschichte Zhaos erzählt, der 1968 geboren ist, aus einer armen Familie stammt und vor seinem Eintritt in die Armee Analphabet gewesen ist. Der Leser erfährt, dass er in der Armee Karriere gemacht hat und er an das Aufstiegsversprechen, das ihm das Regime gab, glaubte. Als er zum Tian' anmen kommandiert wurde, gerät er in eine Auseinandersetzung mit den Studenten.
Die Geschichte springt zurück zu Ayamei: Wang bringt Ayamei zu deren Onkel. Im Haus des Onkels liegt eine Ausgabe der Volkszeitung, in der ein Foto von Ayamei auf der Titelseite zu sehen ist. Darunter steht, dass sie als Aufrührerin von der Polizei gesucht wird. Zur selben Zeit macht Zhao eine Hausdurchsuchung bei der Mutter von Ayamei. Gerade als er dabei ist, das Wohnzimmer zu durchsuchen, erfährt er vom Tod des Vaters von Ayamei. Er beschlagnahmt persönliche Gegenstände von Ayamei und liest dabei ihre Tagebucheinträge aus den Jahren 1975 und 1976, die mit dem Todestag Mao Zedongs enden.
Nachdem er über Nacht das komplette Tagebuch von Ayamei gelesen hat, fährt Zhao alleine mit dem Jeep zum Onkel von Ayamei. Im Roman sind Tagebuchseiten aus den Jahren 1982 und 1983 zu sehen. Ayamei schreibt von ihrer Schulzeit und ihrer Liebe zu ihrem Schulfreund Min. Im Jahre 1983 beschließt Ayamei, das Tagebuchschreiben aufzugeben.
Zhao, der nun auch die Wohnung des Onkels von Ayamei durchsucht, muss feststellen, dass diese geflohen ist. Da er das Tagebuch intensiv gelesen hat, erinnert er sich immer wieder an Textstellen in den Tagebüchern. Durch die Lektüre ist er neugierig auf das Leben von Ayamei geworden, da sie im Gegensatz zu ihm tiefsinnige Gedanken pflegt.
Ayamei ist unterdessen bei den Eltern Wangs auf dem Land und Zhao nimmt die Verfolgung auf. Er kommandiert Hundertschaften des Militärs ins Gebirge, denn er ist davon besessen, Ayamei verhaften zu können. Dennoch kann sich Ayamei erfolgreich vor den Soldaten verstecken und verbringt einen ganzen Sommer im Gebirge.
Der Roman endet, indem Zhao eines Tages Ayamei mit dem Fernglas erblickt. Als er danach von einem Kameraden gefragt wird, ob er etwas gesehen hat, verneint er die Frage.

## Kritik
„Aber gerade das "Stoffelige" mancher Szene greift der Rezensentin ans Herz, die angesichts der handwerklichen Schwächen und der Ohnmacht der Autorin, die überwältigenden Ereignisse schriftstellerisch in den Griff zu bekommen, einiges über das oft doch eher Unwirkliche des Wirklichen erfahren kann. Deshalb erzählt der Roman ihr mehr über die Ereignisse um die Niederschlagung der Revolte am Platz des Himmlischen Friedens und die Zeit danach, als sie zunächst wohl vermutet hat. Später, als die Romanhandlung immer märchenhafter wird, erliegt die Rezensentin schließlich vollends seinem Sog.“

## Auszeichnungen
Shan Sa erhielt für Himmelstänzerin 1998 den Prix Goncourt, den Prix littéraire de la Vocation und den Prix du Nouvel An chinois  für den besten französischsprachigen Debütroman.

### Ausgaben
- Shan Sa: Himmelstänzerin. Roman. Übersetzt von Elsbeth Ranke, Piper Verlag, München 2006, ISBN 978-3-492-25163-1